# Heřmanice nad Labem
Heřmanice (deutsch Hermanitz an der Elbe) ist eine Gemeinde im Okres Náchod in Tschechien.

## Geografie

### Lage

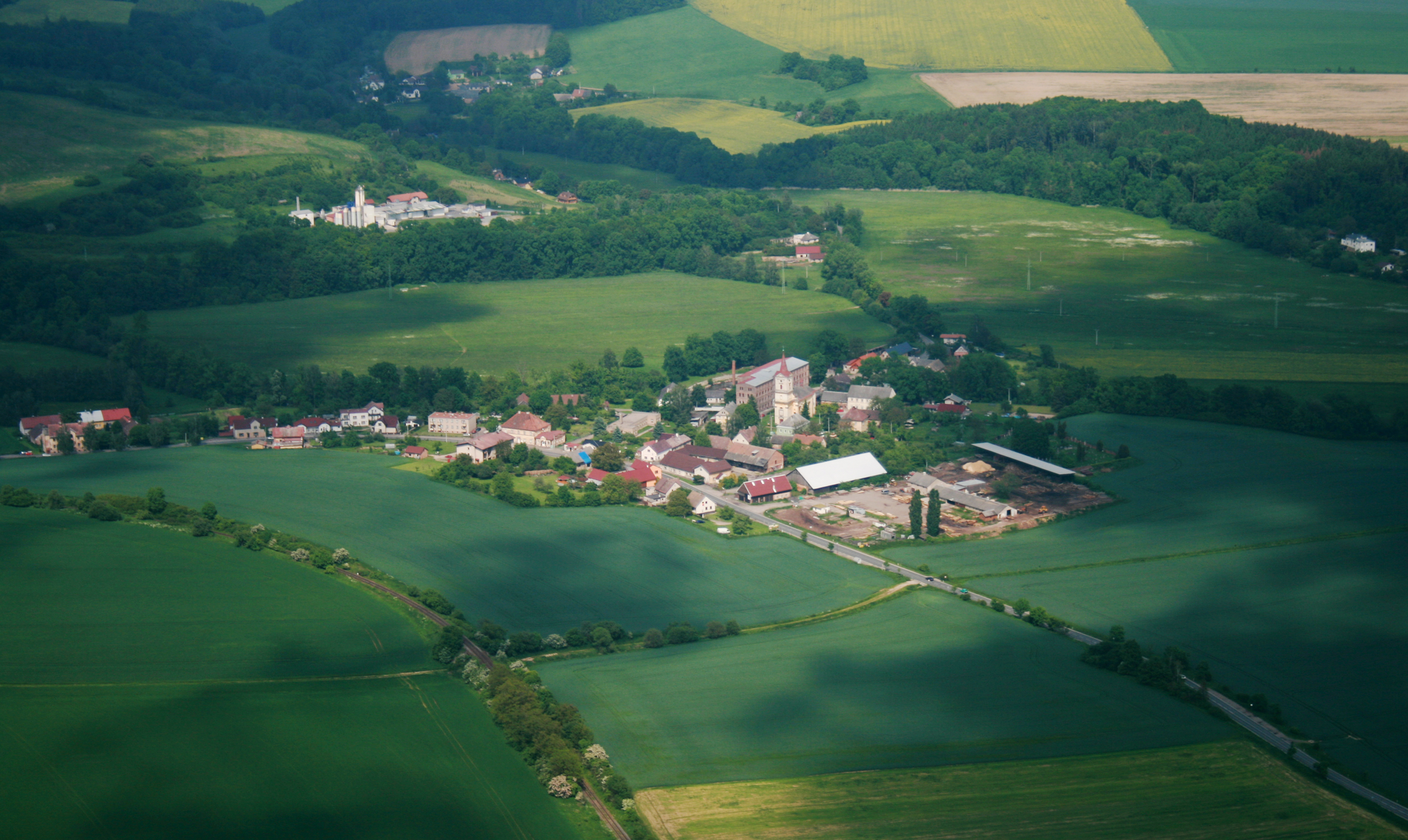
Luftaufnahme

Heřmanice liegt am Oberlauf der Elbe. Nachbarorte sind Vlčkovice (Wölsdorf) im Norden, Svinišťany (Schweinschädel) und Krabčice (Grabschütz) im Nordosten, Dolany (Dolan) im Osten, Jaroměř (Jermer) im Süden, Zaloňov (Salnai) im Westen und Kuks (Kukus) im Nordwesten.

### Gemeindegliederung
Zur Gemeinde Heřmanice gehören die Ortsteile
- Heřmanice (Hermanitz)
- Běluň (Bielaun)
- Brod (Prode) und
- Slotov (Schlotten)

## Geschichte

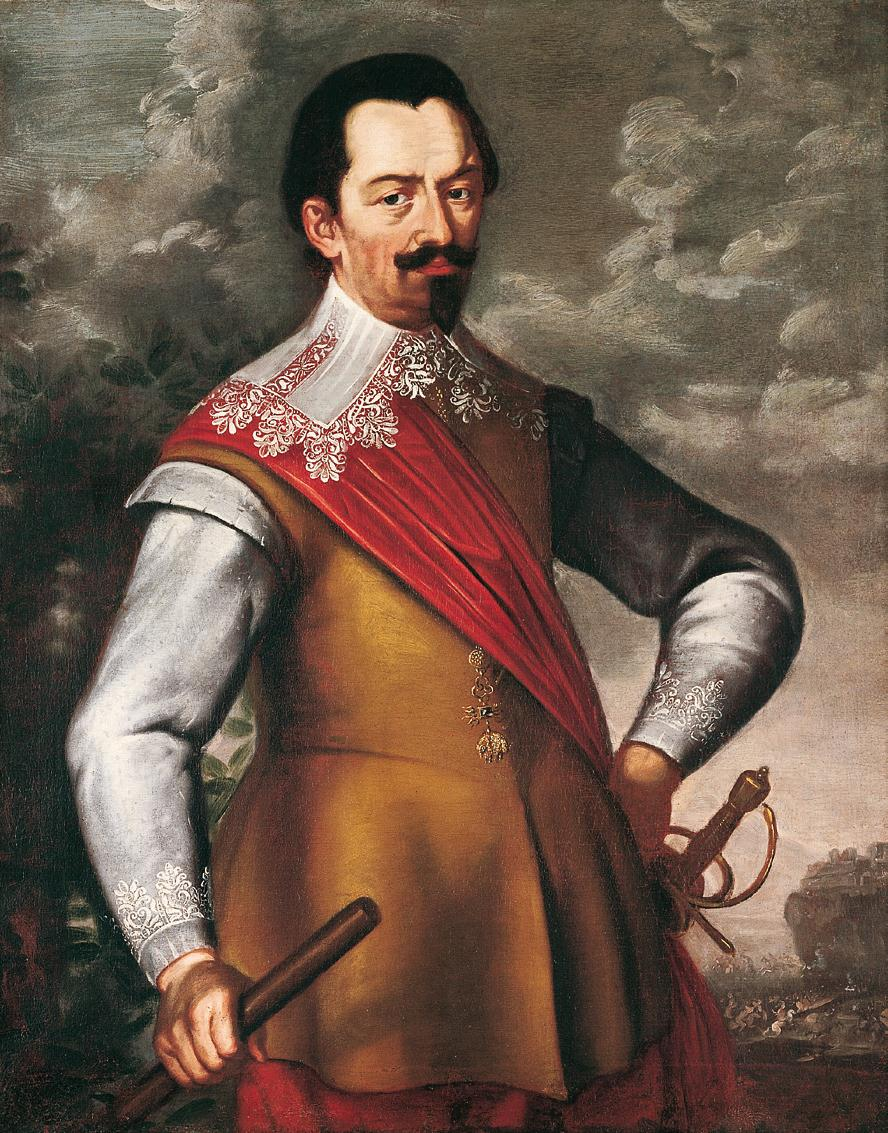
Wallenstein (Albrecht Wenzel Eusebius von Waldstein), 1583–1634

Heřmanice ist seit 1352 urkundlich bezeugt. Es war Sitz einer kleinen Grundherrschaft, deren Besitzer oft wechselten. 1497 gehörte es dem Waniek Ples von Slaupno, der es dem Heinrich Berka von Dubá verpfändete, von dem er es 1516 wieder einlöste. 1520 erwarb es Georg von Gersdorff, der es der Stadt Jaroměř verkaufte. Da die Stadt den Ständeaufstand von 1547 unterstützte, wurde ihr Besitz vom böhmischen König Ferdinand I. konfisziert und an die Königliche Kammer übergeben. 
Sie verkaufte Hermanitz mit fünf umliegenden Dörfern 1548 dem Freiherrn Johann von Waldstein, der es seinem Neffen Wilhelm d. Ä. von Waldstein vererbte. Dessen Sohn Albrecht Wenzel Eusebius von Waldstein wurde 1583 vermutlich in der damaligen Burg von Hermanitz geboren. Er erbte die Herrschaft Hermanitz nach dem Tod seines Vaters 1595 und setzte seinen Eltern Grabsteine, die in der Kirche erhalten sind. Es handelte sich um eine kleine Grundherrschaft mit weniger als 100 erbuntertänigen und abgabepflichtigen Bauern. Nachdem Wallenstein 1609 durch seine Heirat an große Ländereien in Mähren gelangte, verkaufte er die Herrschaft Hermanitz 1610 an seinen Onkel, den Oberstmünzmeister von Böhmen und Hauptmann des Königgrätzer Kreises, Hannibal von Waldstein († 1622). Wegen dessen Überschuldung wurde Hermanitz 1618 von Wilhelm d. Ä. von Lobkowitz ersteigert. 
1618 erwarb es Heinrich von Oppersdorf, der 1621 enteignet wurde, da er am Ständeaufstand von 1618 beteiligt gewesen war. 1623 gelangte es von der Königlichen Kammer wiederum an Albrecht Wenzel Eusebius von Waldstein, der es ein Jahr später der Maria Magdalena von Lobkowitz († 1633) verkaufte, die mit Jan Rudolf Trčka von Lípa († 1634) verheiratet war. 1636 wurden beide vom römisch-deutschen und böhmischen König Ferdinand II. postum enteignet und die hinterlassenen Besitzungen der Königlichen Kammer zugewiesen. Nachfolgende Besitzer von Hermanitz und Gradlitz waren die dänischen Brüder und österreichischen Grafen Franz († 1636) und Corfitz Jacobsen von Ulefeld (auch: von Ulfeldt) († 1664), der es 1641 abgab. 1655 wurde es von Ottavio Piccolomini erworben, dem bereits die benachbarte Herrschaft Nachod gehörte. Er verkaufte Hermanitz 1661 einer Gräfin Czernin, die es dem Markgrafen von Baden überließ. Von ihm erwarb es 1662 der Reichsgraf Johann von Sporck, der es vermutlich mit seiner Herrschaft Gradlitz verband. Später gelangte Hermanitz an den Orden der Barmherzigen Brüder. Die Hermanitzer Burg war bereits in der zweiten Hälfte des 18. Jahrhunderts verfallen und unbewohnt. Als 1780–1790 die Festung Josefstadt 40 km nördlich von Königgrätz erbaut wurde, wurde ihr Gestein auf Geheiß von Kaiser Josef II. abgetragen und mit verbaut.
Nach der Aufhebung der Patrimonialherrschaften 1848 wurde Hermanitz eine selbständige Gemeinde und gehörte bis 1938 zum Gerichtsbezirk Jaroměř.  Beim Zensus von 1921 lebten in den 67 Häusern der Gemeinde 416 Personen, darunter 361 Deutsche und 65 Tschechen. Bis 1945 war es ein deutsch-tschechisches Sprachgrenzdorf. Infolge des Münchner Abkommens wurde es 1938 dem Deutschen Reich angeschlossen und gehörte bis 1945 zum Landkreis Trautenau. 1945 wurde Heřmanice dem Okres Jaroměř eingegliedert; nach dessen Auflösung kam es zum 1. Juli 1960 an den Okres Náchod.

## Sehenswürdigkeiten

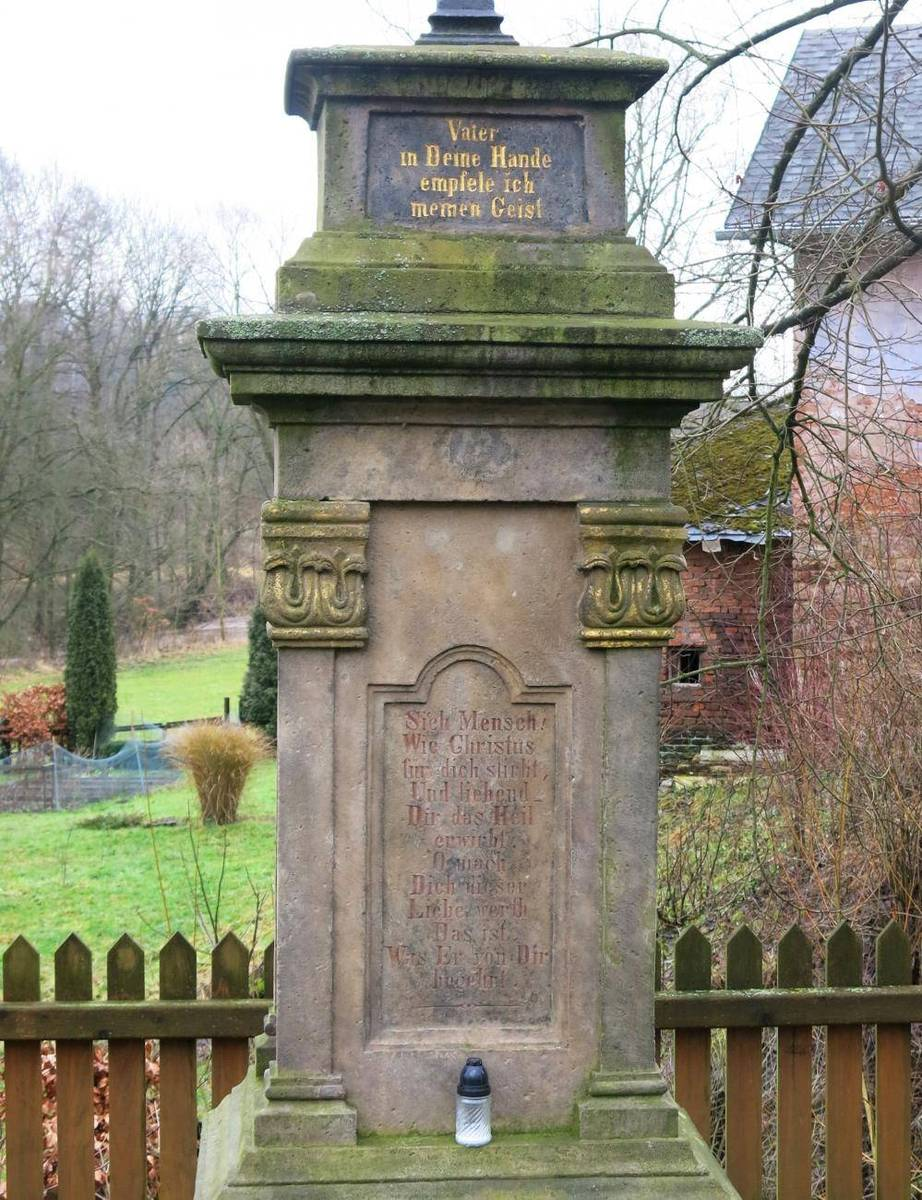
Bildstock mit deutschen Inschriften im Ortsteil Slotov / Schlotten.

Die Kirche St. Maria Magdalena aus dem 14. Jahrhundert wurde Anfang des 18. Jahrhunderts umgebaut. Die links und rechts des Hauptaltars stehenden, fast lebensgroßen Marmor-Grabsteine mit tschechischer Inschrift stellen den Ritter Wilhelm von Waldstein und dessen Ehefrau Margareta Smiřický von Smiřice dar. Sie wurden 1602 von ihrem Sohn Albrecht errichtet. An den Außenwänden befinden sich die Grabsteine seiner Geschwister Hedwig/Hedvika, Johann Georg/Jan Jiří, Adam und Magdalena.

## Persönlichkeiten
- Albrecht Wenzel Eusebius von Waldstein (1583–1634), kaiserlicher Generalissimus, genannt Wallenstein; Herzog von Friedland